# Vin croat

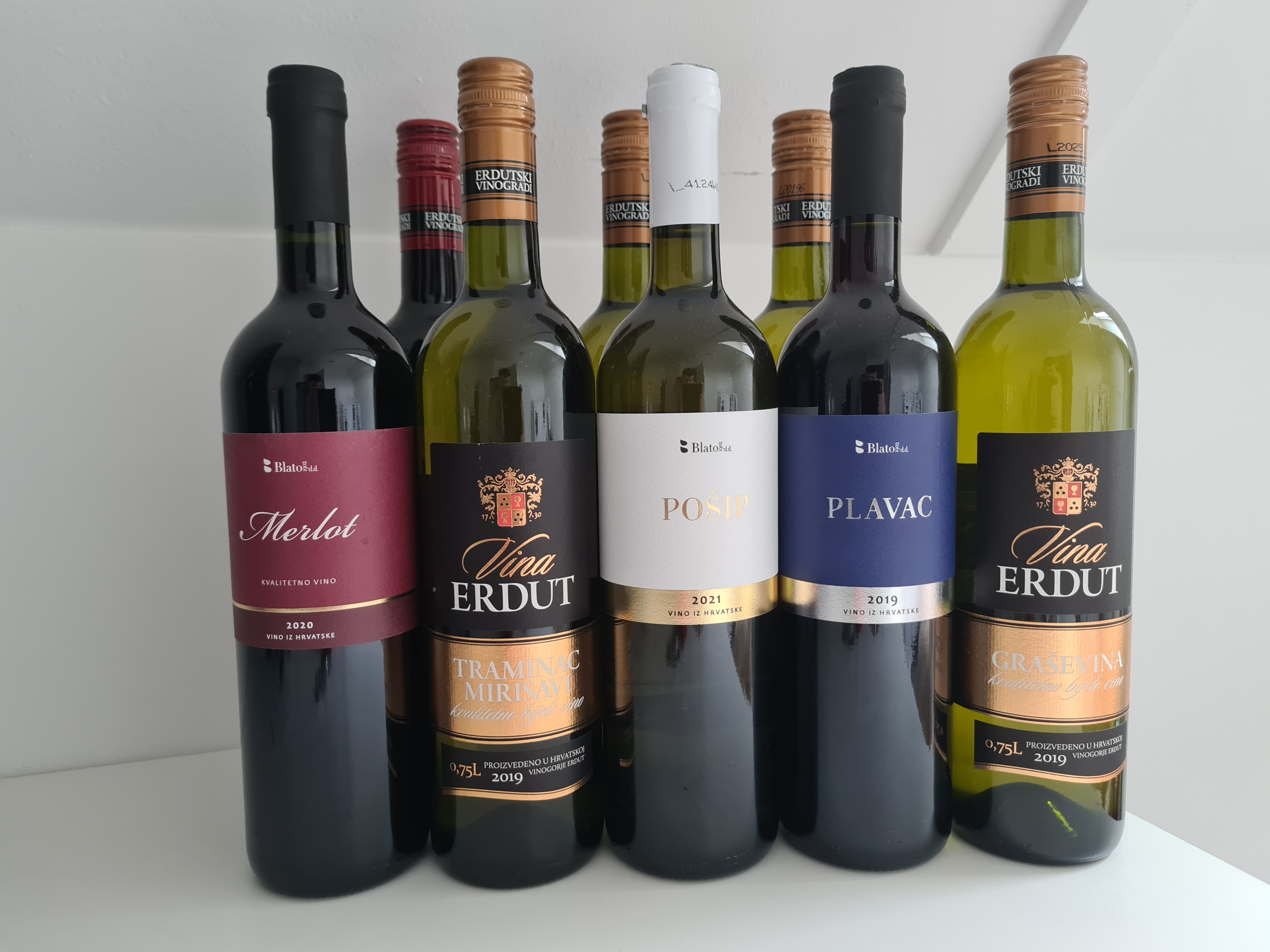
Vinuri croate

Vinul croat (în croată vino, pl. vina) are o istorie care datează din perioada coloniștilor greci antici și producția lor de vin în insulele din sudul Dalmației: Vis, Hvar și Korčula, în urmă cu aproximativ 2.500 de ani. La fel ca și alți producători de vin din antichitate, mai multe soiuri tradiționale de struguri încă supraviețuiesc în Croația, perfect adaptate la dealurile locale. Metodele moderne de producție a vinului au loc în crame mai mari și au fost adoptate reglementări din Uniunea Europeană ale vinului, care garantează calitatea vinului.
În prezent, există peste 300 de regiuni viticole definite geografic și un sistem strict de clasificare pentru a asigura calitatea și originea. Majoritatea vinului croat este alb, restul fiind roșu și doar un mic procent fiind vinuri roze. În 2014, Croația s-a clasat pe locul 32 la producția de vin după țară, cu aproximativ 45.272 de tone.
Vinul este o băutură populară în Croația, iar localnicilor le place în mod tradițional să bea vin la masă. Adesea, vinul este diluat fie cu apă plată, fie cu apă minerală carbogazoasă, producând o băutură cunoscută sub numele de gemišt (o combinație de vin alb și apă carbogazoasă) și bevanda (o combinație de vin roșu și apă plată).

## Istorie

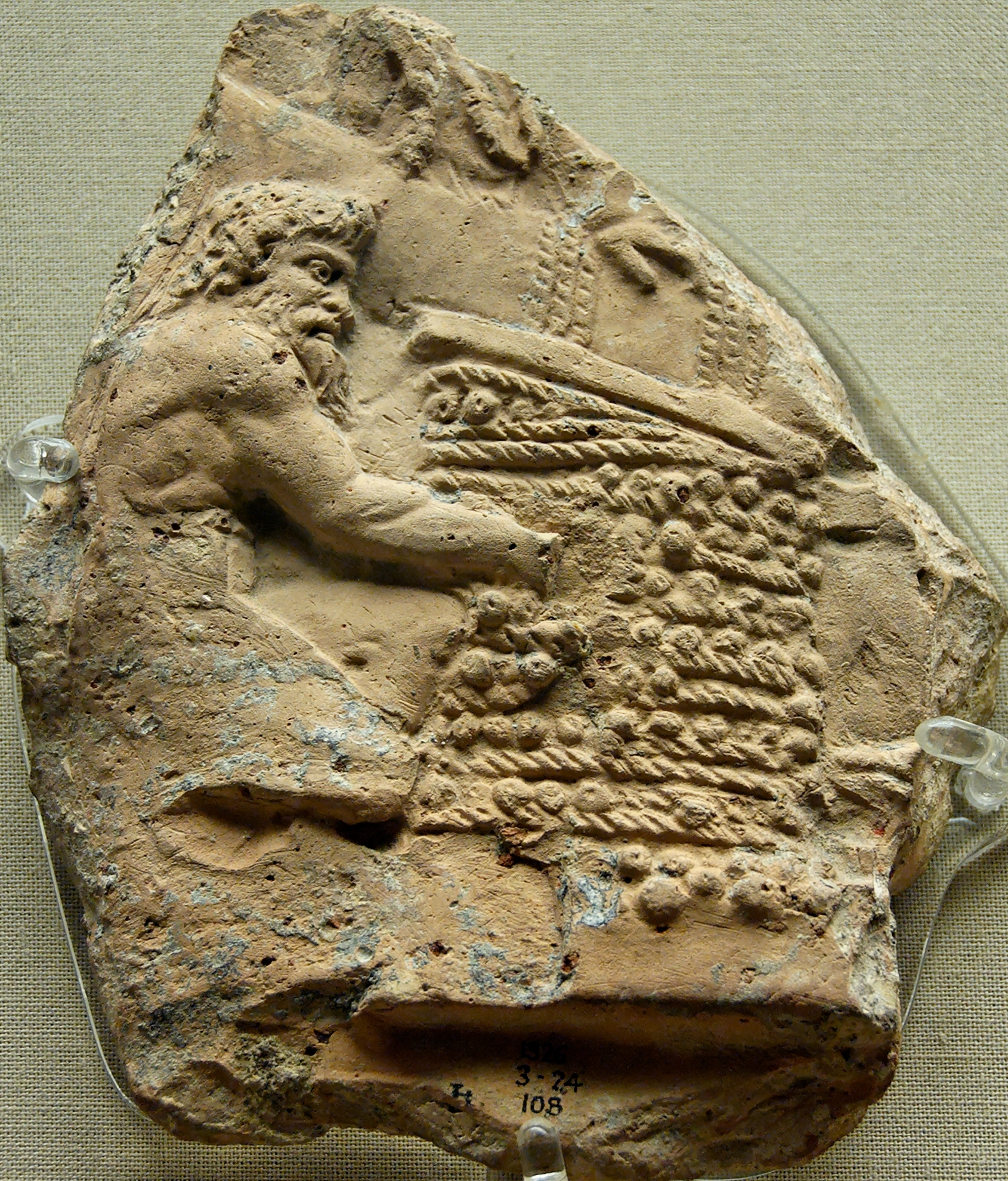
Teasc de vin în arta romană din secolul I d.Hr

Ca și în restul Europei Centrale și de Sud, viticultura în Croația de astăzi a existat cu sute de ani înainte de apariția Imperiului Roman. Cercetări recente au arătat că ilirii care trăiau în Dalmația în Epoca Bronzului și Epoca Fierului era posibil să fi cultivat deja viță de vie. Cu toate acestea, adevăratul început al cultivării strugurilor și al producției de vin în Croația este legat de coloniștii greci antici, care au ajuns pe coasta croată în secolul al V-lea î.Hr.. Scriitorul grec Athenaeus a scris cu 18 secole în urmă despre vinul de înaltă calitate produs în insulele dalmate Vis, Hvar și Korčula. Monedele din epocă au motive legate de cultivarea strugurilor și a vinului, demonstrând importanța vinului în economia coloniilor grecești antice.
În perioada Imperiului Roman, producția de vin a crescut, fiind mai organizată. Vinul a fost exportat în alte părți ale imperiului. Obiecte din această epocă includ prese din piatră pentru stoarcerea strugurilor și amfore din galere romane scufundate. Decorațiile de pe numeroase obiecte religioase și de uz casnic stau mărturie despre cultura vinificației.
Pe măsură ce croații au sosit și s-au așezat în zonă, au învățat de la predecesorii lor, iar producția de vin a continuat să se extindă. În Evul Mediu, a existat un oficial al curții regale numit „procuror regal al vinului”, ale cărui responsabilități includeau producția și procurarea vinului. Orașele libere au adoptat standarde legale privind viticultura și au protejat-o în consecință. De exemplu, un statut al orașului și insulei Korčula din 1214 conține reguli stricte care protejează podgoriile.

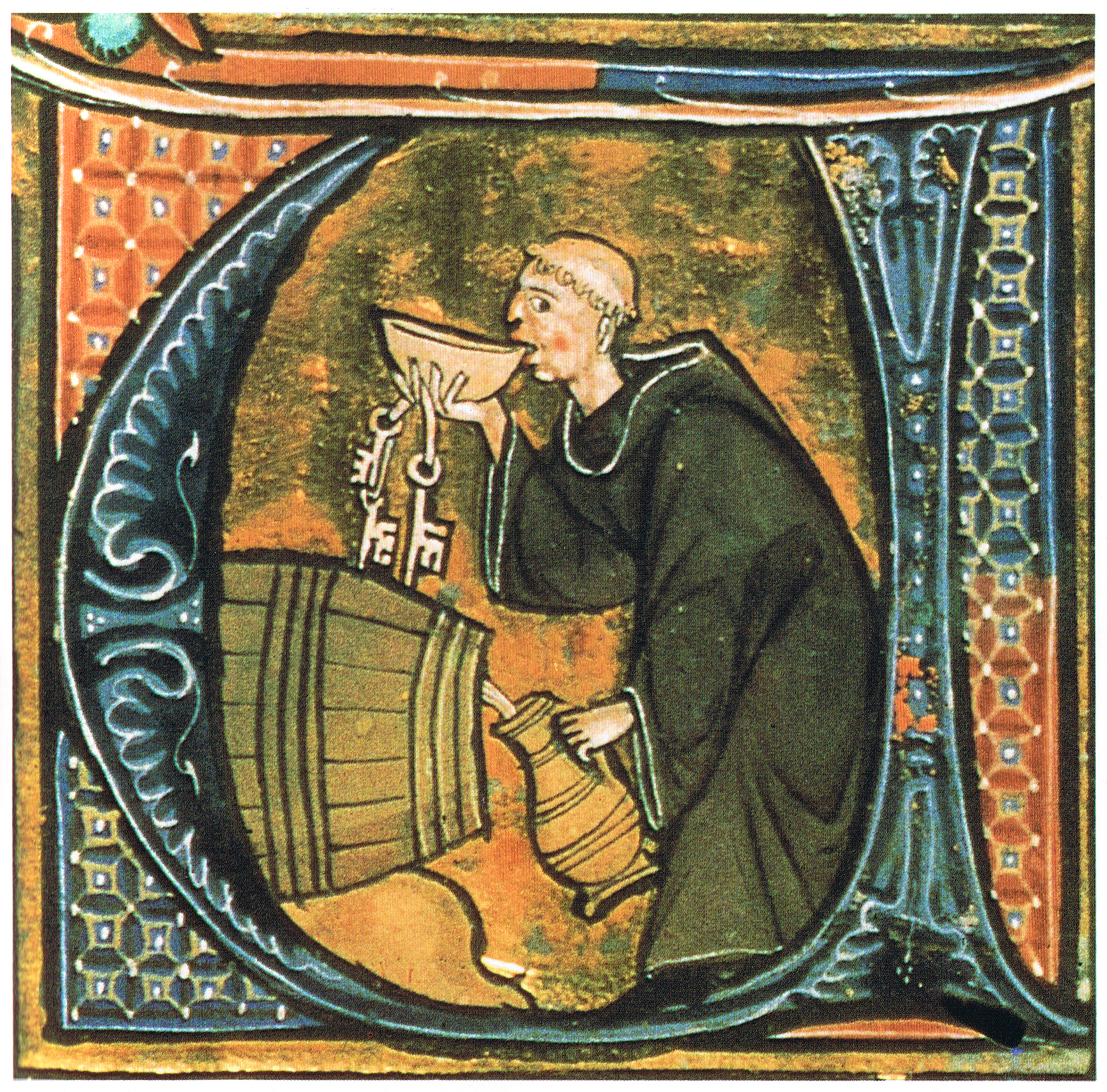
Preoții și călugării au continuat producția de vin

În secolul al XV-lea, turcii otomani au sosit în sud-estul Europei și au impus legi stricte împotriva alcoolului ca parte a noii legi islamice. Din fericire, Imperiul Otoman a fost tolerant cu creștinismul. Tradițiile bisericii catolice care implică vinul posibil să fi „salvat” producția locală de vin de la dispariția completă – deoarece preoților și călugărilor li s-a permis să continue să producă vin pentru slujbele bisericii.
În secolul al XVIII-lea, o mare parte din Croația actuală a intrat sub controlul Imperiului Habsburgic, unde producția de vin a înflorit în secolele al XIX-lea și al XX-lea. Istoria vinului s-a schimbat dramatic în 1874, când filoxera, un dăunător periculos al viței de vie, a început să apară în Europa. Producția vinului a scăzut, mai întâi în Franța și Germania, în condițiile în care cultivatorii s-au luptat cu boala. O vreme, podgoriile croate au rămas neafectate, iar exporturile de vin au crescut foarte mult pentru a satisface cererea europeană. Unele companii franceze au plantat chiar viță de vie în Croația în vederea extinderii operațiunilor într-o zonă sigură. Cu toate acestea, până la începutul secolului al XX-lea, vița de vie croată a cedat și ea filoxerei, ceea ce a dus la distrugerea podgoriilor și prăbușirea economiei locale în mai multe zone. Un număr mare de familii de viticultori s-au mutat în lumea nouă, contribuind la creșterea producției de vin din America.
În sistemul comunist al Iugoslaviei, producția de vin a fost centrată în mari cooperative, iar proprietatea privată a podgoriilor a fost descurajată. S-a preferat cantitatea în locul calității. Războiul de Independență al Croației de la începutul anilor 1990 a dus la distrugerea din nou a mai multe podgorii și crame. Cu toate acestea, odată cu revenirea la producători mici, independenți, vinurile croate concurează din nou cu cele mai bune vinuri de pe piața mondială.

## Geografie și climă

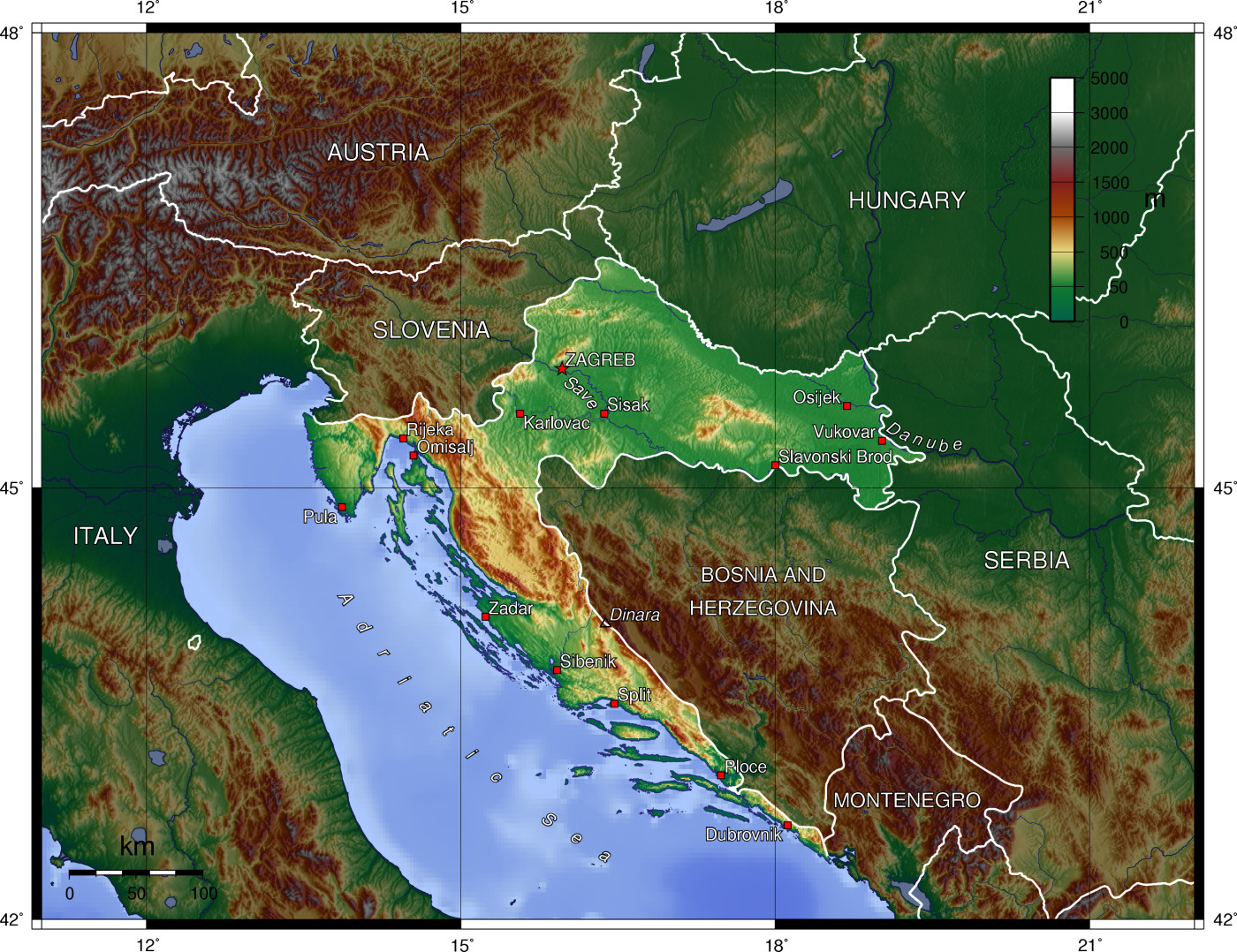
Regiunile viticole ale Croației sunt influențate de Alpii din nord și de Alpii Dinarici de pe coasta Adriaticii.

Croația este o țară mediteraneeană, situată în estul Italiei, peste Marea Adriatică. Spre nord se întind Alpii, iar în nord-est se află capătul vestic al marii Câmpii Panonice.
Interiorul Croației are o climă continentală, cu ierni reci și veri fierbinți, cu suficiente ploi pentru a face din aceasta o zonă agricolă importantă. Viticultura este concentrată în zonele deluroase care se învecinează cu Câmpia Panonică.
Coasta Dalmată are un climat tipic mediteraneean, deși lanțul muntos al Alpilor Dinarici creează zone de climă alpină la altitudini mai mari. Coasta Mării Adriatice este ideală pentru cultivarea strugurilor, cu veri calde și umede și ierni blânde. Dincolo de coastă și pe insule, strugurii sunt cultivați pe dealuri carstice, uneori pe pante abrupte, cu precipitații reduse. Unele dintre cele mai cunoscute zone ale producției de vin sunt pe insulele Dalmației. Situate de-a lungul dealurilor și versanților, regiunile viticole de-a lungul coastei au mai multe ore de lumină solară, ideale pentru producția de struguri. Croația găzduiește și pădurea de stejar din Slavonia, care furnizează lemn de stejar pentru butoaiele preferate de mulți vinificatori europeni pentru învechirea celor mai bune vinuri.
Temperatura medie interioară este între 0 și 2°C în ianuarie și între 19 și 23°C în august. Temperaturile medii de coastă variază între 6 și 11°C în ianuarie până la 21–27°C în august. Temperatura medie a mării este de 12°C iarna și 25°C vara.

## Stiluri de vin
Există două regiuni distincte producătoare de vin în Croația. Regiunea continentală din nord-estul țării produce vinuri albe fructate bogate, asemănătoare ca stil cu zonele învecinate din Slovenia, Austria și Ungaria. Pe coasta de nord, vinurile din Istria sunt similare cu cele produse în Italia vecină, în timp ce producția de la sud este mai mult orientată către vin roșu în stil mediteraneean. Pe insule și pe coasta Dalmației, soiurile locale de struguri, microclimele și natura destul de aspră a podgoriilor duc la unele vinuri extrem de individuale și unele dintre cele mai cunoscute din Croația.
Majoritatea (67%) vinului produs este alb și este produs în interior, în timp ce 32% este roșu și este produs în principal de-a lungul coastei. Vinul rosé este relativ rar. Sunt produse și unele vinuri speciale, cum ar fi vinul spumant (pjenušavo vino sau pjenušac) și vin de desert.

## Regiunile viticole

Diviziunile administrative regionale croate

Croația are trei regiuni viticole principale: o regiune continentală de est (Istočna kontinentalna), o regiune continentală de vest (Zapadna kontinentalna) și una de coastă (Primorska), care include și insulele. Fiecare dintre regiunile principale este împărțită în subregiuni, care sunt împărțite și mai departe în vinogorje mai mici (cu sensul de dealuri de vin). În total, în Croația există peste 300 de zone viticole definite geografic. Mai mult de jumătate din producția de vin este concentrată în trei cantoane: Istria, Osijek-Baranja și Vukovar-Srijem.

### Croația continentală de est

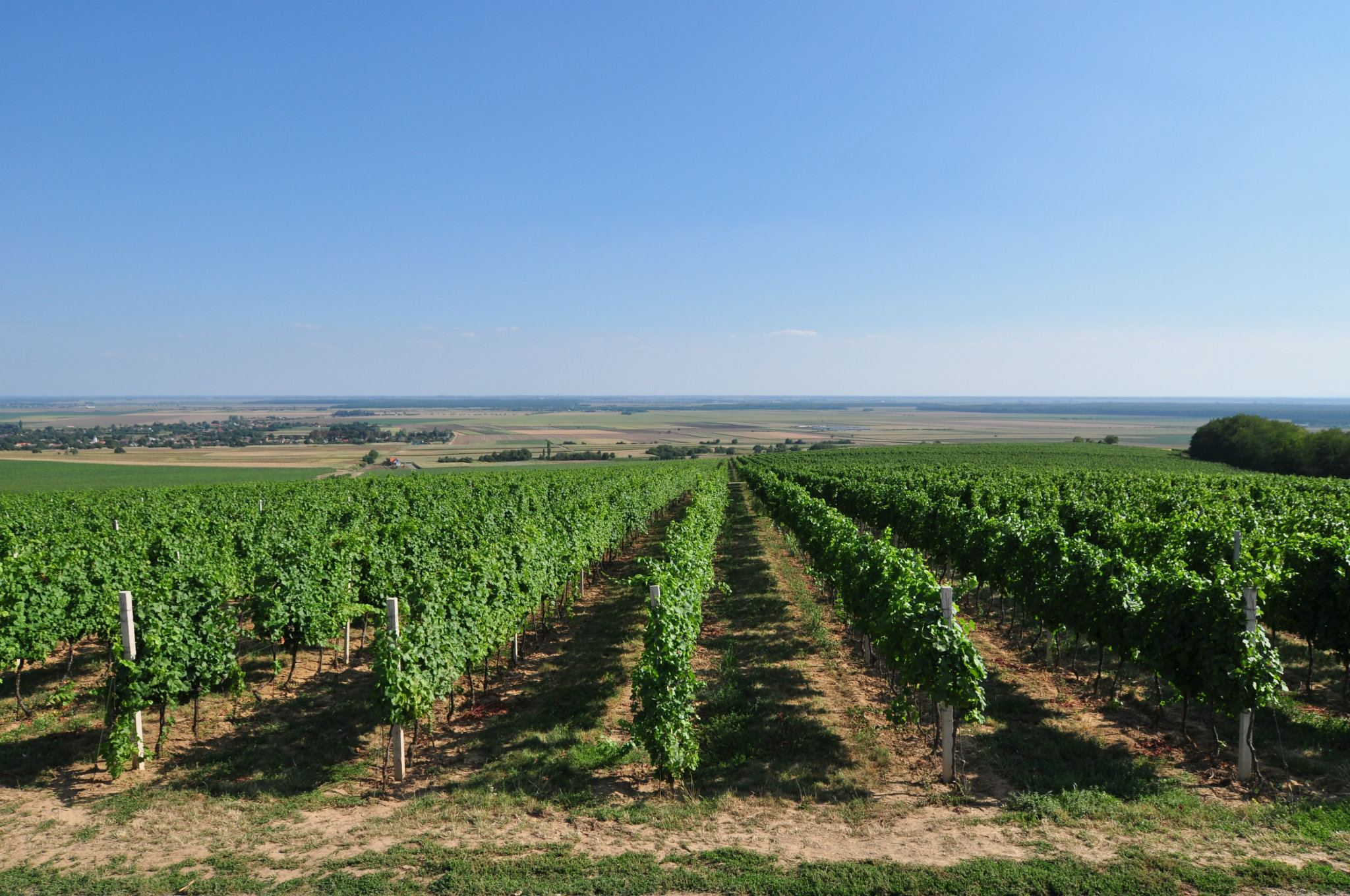
Podgorie în Zmajevac

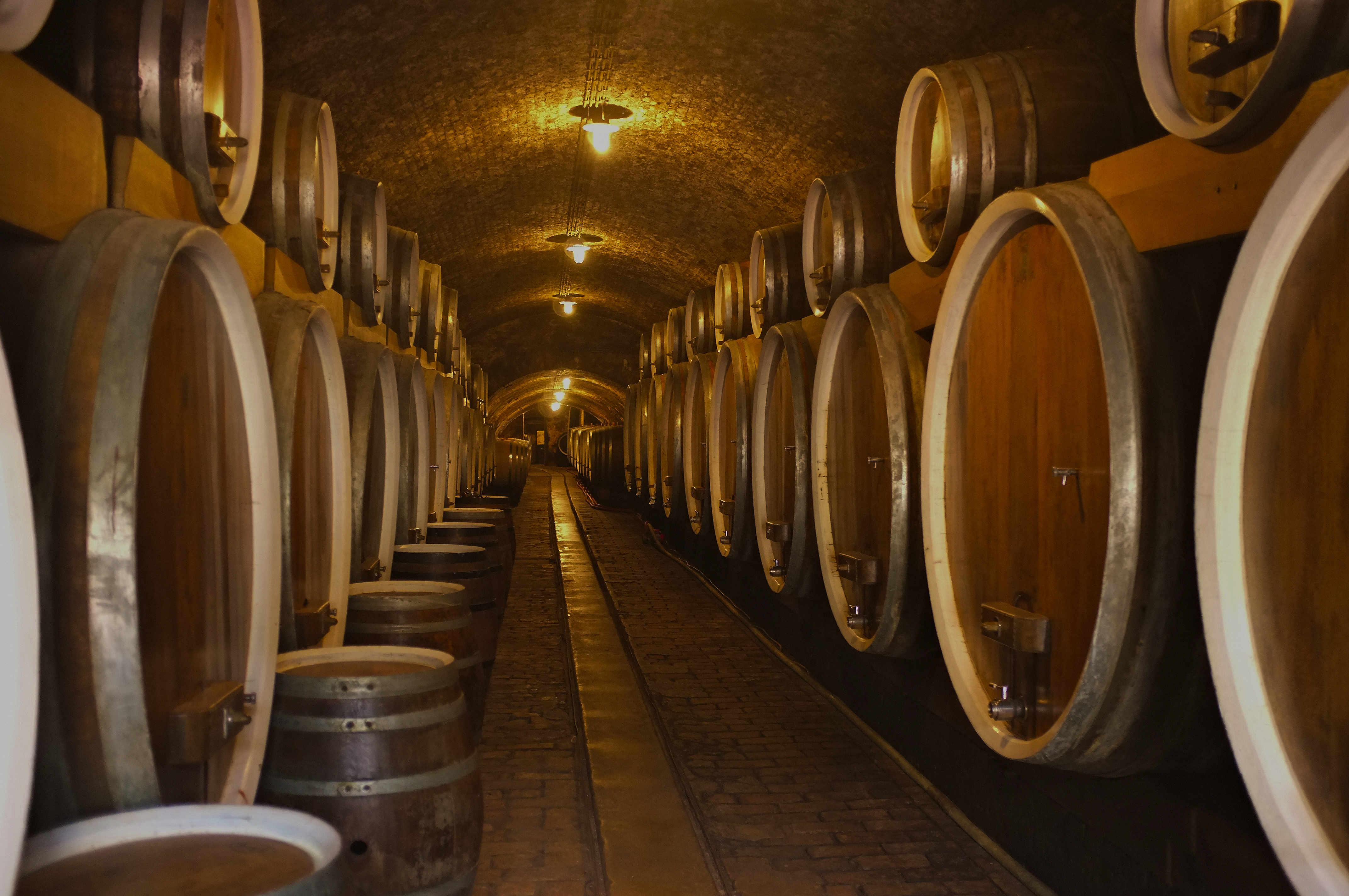
Ilok

Regiunea vinicolă interioară de est include Slavonia și Dunărea croată. Este o zonă relativ plată mărginită de trei râuri: Dunărea, Drava și Sava. Viile se află de obicei pe dealuri joase înconjurate de câmpie. Are un climat tipic continental, cu ierni reci și veri fierbinți, iar producția este concentrată pe soiuri de vin alb. Cea mai cunoscută zonă din această regiune este Slavonia; cel mai răspândit struguri este graševina, din care ies vinuri ușoare, crocante, răcoritoare și ușor aromate.
Regiunea continentală este împărțită în următoarele subregiuni:
| Subregiune | Podgorie (Vinogorje) |
| ---------- | --- |
| Podunavlje | Baranja, Erdut, Srijem |
| Slavonia   | Daruvar, Đakovo, Feričanci, Kutjevo, Nova Gradiška, Orahovica - Slatina, Pakrac, Požega - Pleternica, Slavonski Brod, Virovitica |

### Croația continentală de vest

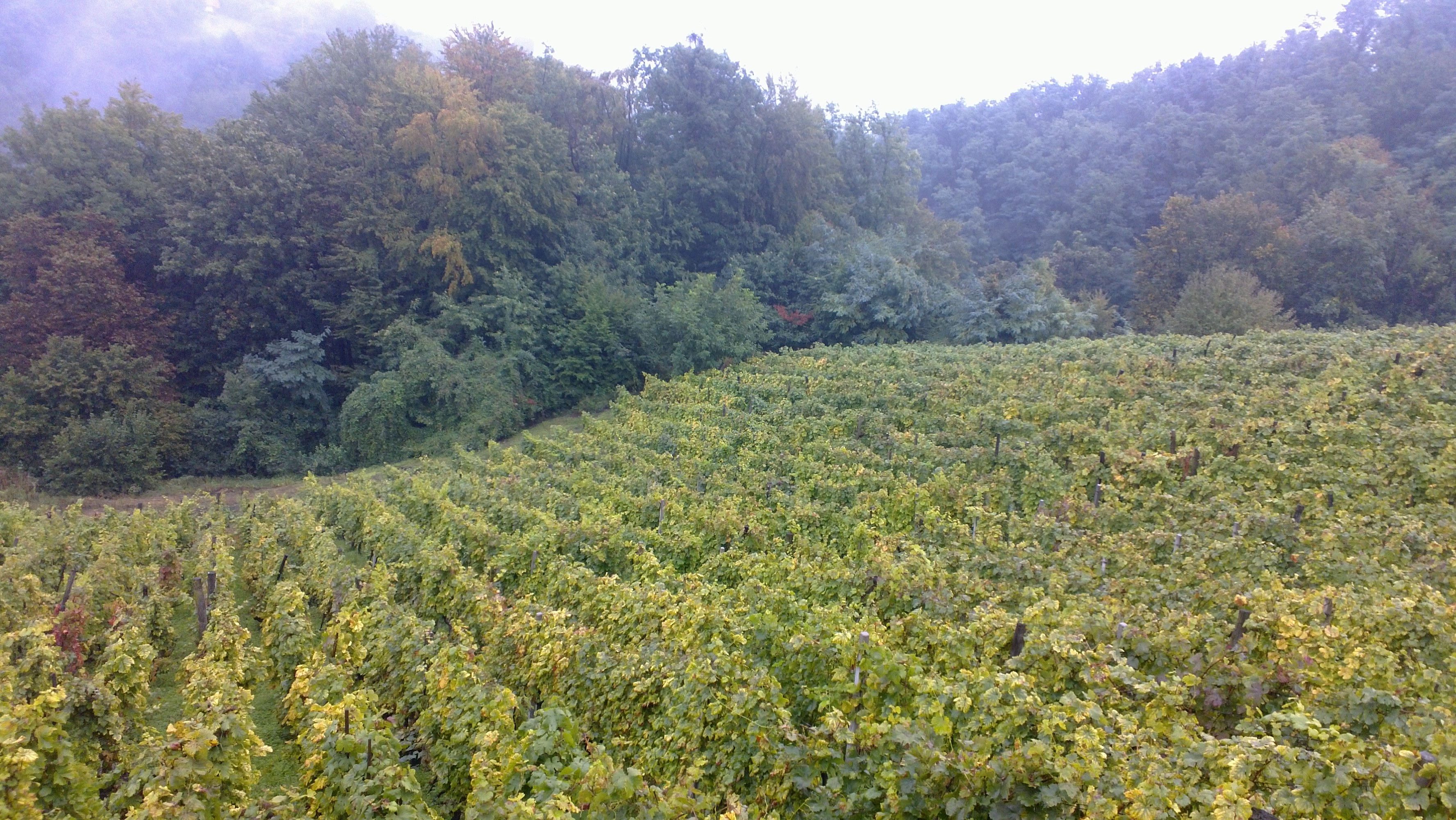
Podgorie din Hrvatsko Zagorje.

Regiunea vinicolă interioară de vest include munții croați și se caracterizează prin dealuri ondulate și un climat rece, cu ierni foarte reci. Podgoriile în pantă asigură suficient soare și vânt în timpul sezonului de vegetație, iar vinurile de aici au arome intense și niveluri ridicate de aciditate. Producția este concentrată pe soiuri de vin alb.
Regiunea continentală este împărțită în următoarele subregiuni:
| Subregiune          | Podgorie (Vinogorje)                                                                       |
| ------------------- | ------------------------------------------------------------------------------------------ |
| Moslavina           | Kutina, Čazma, Voloder - Ivanić Grad                                                       |
| Plešivica           | Krašić, Ozalj - Vivodina, Plešivica - Okić, Samobor, Sveta Jana                            |
| Pokuplje            | Karlovac, Petrinja, Vukomeričke Gorice                                                     |
| Prigorje–Bilogorje  | Bilogora, Dugo Selo - Vrbovec, Kalnik, Koprivnica - Đurđevac, Zagreb, Sv. Ivan Zelina      |
| Zagorje – Međimurje | Klanjec, Krapina, Ludbreg, Međimurje, Pregrada, Stubica, Varaždin, Zabok, Zlatar, Zaprešić |

### Coasta Croației

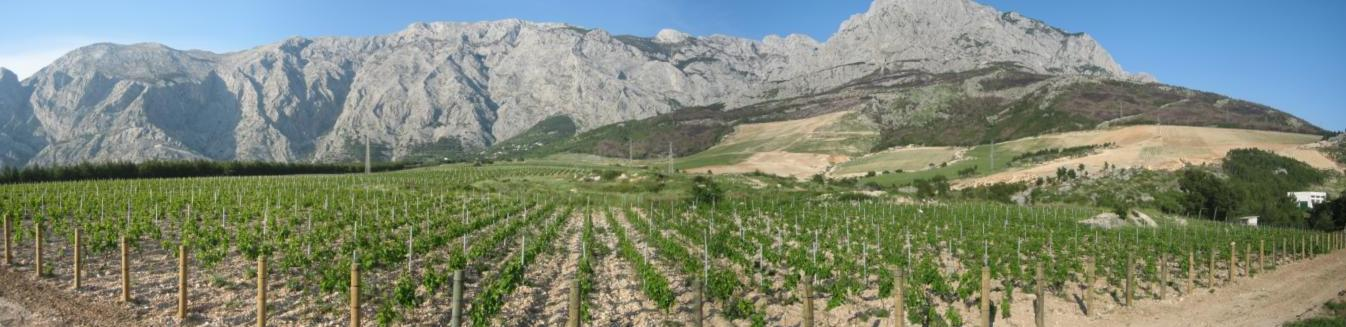
Podgorie din regiunea Makarska, pe versanții Biokovo

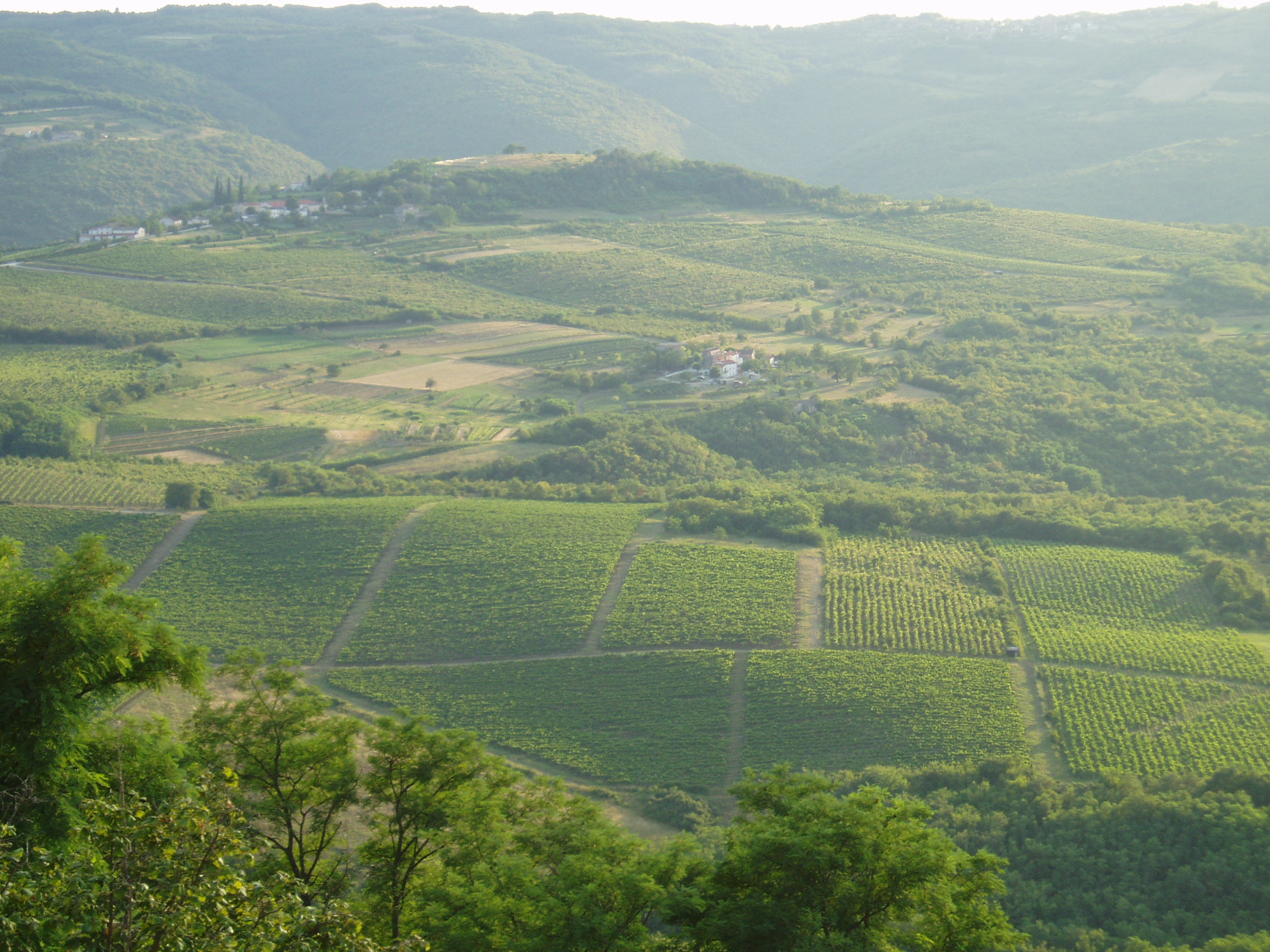
Podgorii din Istria, Croația

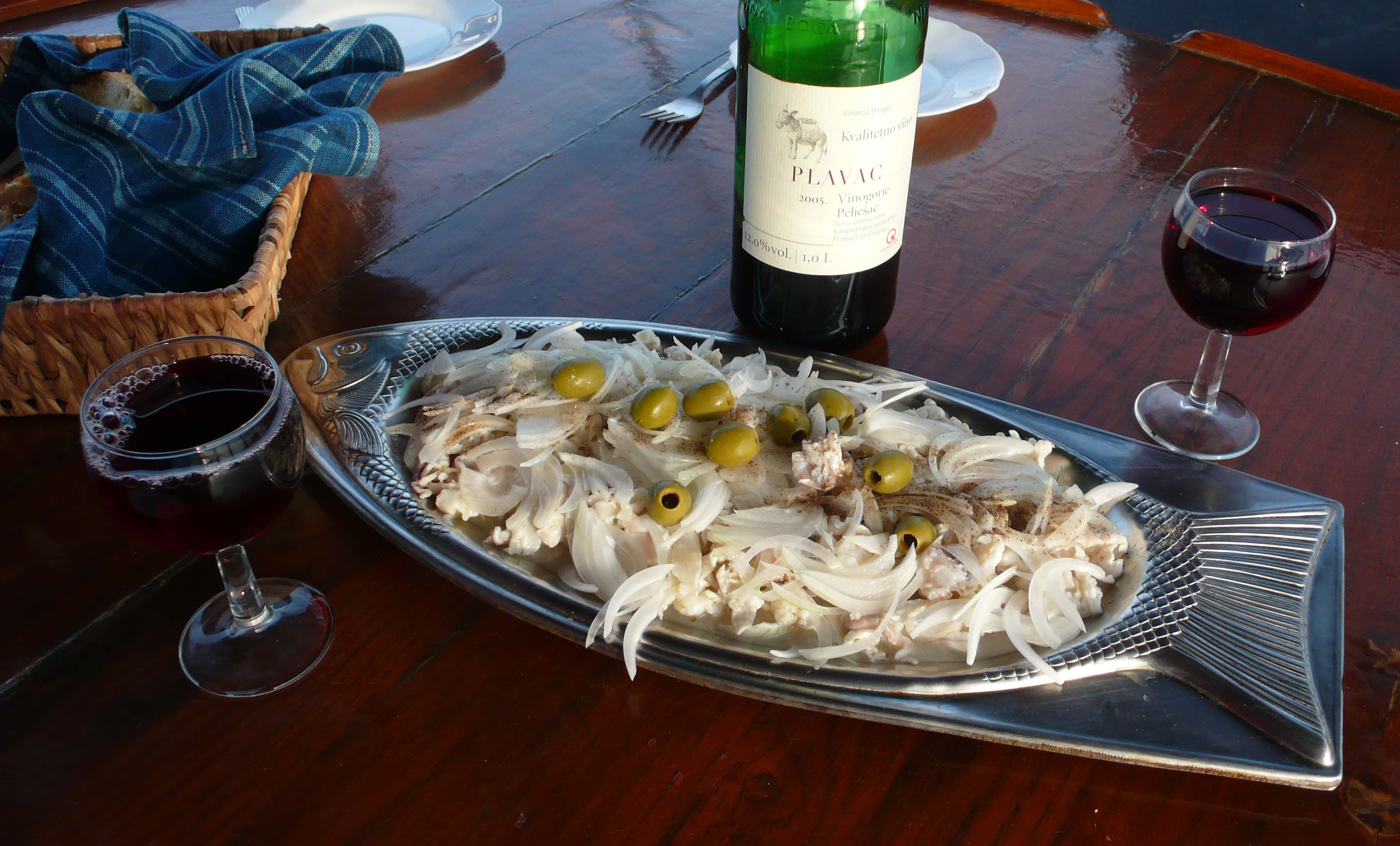
Vin Plavac din regiunea dalmată a Croației

Oficial, regiunea viticolă de coastă se întinde de la Istria în nord până la Dalmația în sud. Cu toate acestea, din cauza condițiilor de creștere foarte diferite, a soiurilor de struguri și a vinurilor rezultate, regiunea de coastă este adesea împărțită în două părți: Istria/Kvarner și Dalmația.
Istria și Kvarner sunt locul unde căldura Mediteranei se întâlnește cu frigul din Alpi, creând o climă mai rece decât partea de sud a regiunii de coastă. Un sol roșu foarte mănos, bogat în oxizi de fier, combinat cu clima blândă fac această zonă ideală pentru producția de vin. În Istria și coasta de nord, accentul se pune pe vinurile albe fructate și uscate dintr-o gamă largă de soiuri de struguri, dar mai ales Malvazija, precum și roșu îndrăzneț și uscat, inclusiv Teran.
Istria are o istorie bogată a viticulturii și este una dintre cele mai vechi regiuni viticole din Europa. Topografia regiunii este deluroasă cu o coastă extrem de lungă. Aceasta înseamnă că există o gamă largă de microclimate în regiune, permițând creșterea unei game de soiuri de struguri și producerea unui catalog divers de vinuri. În prezent, în Istria există 4000 de hectare cu viță de vie. La sfârșitul secolului al XIX-lea, suprafața viță de vie era de circa 44 de mii de hectare, dar a scăzut dramatic după ce filoxera a lovit regiunea.
Mai la sud, în Dalmația, cu peisajele sale stâncoase, insulele și dealurile au o varietate infinită de microclimate. Aici se cultivă o gamă largă de soiuri de struguri indigene, cel mai cunoscut fiind Plavac Mali, copilul soiurilor Zinfandel și Dobričić.  Regiunea de coastă este împărțită în următoarele subregiuni (enumerate de la nord la sud):
| Subregiune                                              | Podgorie (Vinogorje) |
| ------------------------------------------------------- | --- |
| Istria (Istra)                                          | Vestul Istriei (Zapadna Istra), Istria Centrală (Centralna Istra), Estul Istriei (Istočna Istra)                                                   |
| Coasta croată sau Kvarner (Hrvatsko Primorje)           | Opatija-Rijeka-Vinodol, insulele Krk, Rab, Cres - Lošinj, Pag                                                                                      |
| Dalmația de Nord (Sjeverna Dalmacija)                   | Pirovac-Skradin, Primošten, Šibenik, Zadar - Biograd                                                                                               |
| Dalmația interioară (Dalmatinska Zagora)                | Benkovac-Stankovci, Skradin, Knin, Promina, Drniš, Imotski, Sinj -Vrlika, Kaštelanska zagora, Vrgorac                                              |
| Dalmația Centrală și de Sud (Srednja i Južna Dalmacija) | Kaštela - Trogir, Split - Omiš - Makarska, Neretva, Komarna, Konavle, peninsula Pelješac, insulele Brač, Hvar, Korčula, Lastovo, Mljet, Šolta, Vis |

## Soiuri de struguri

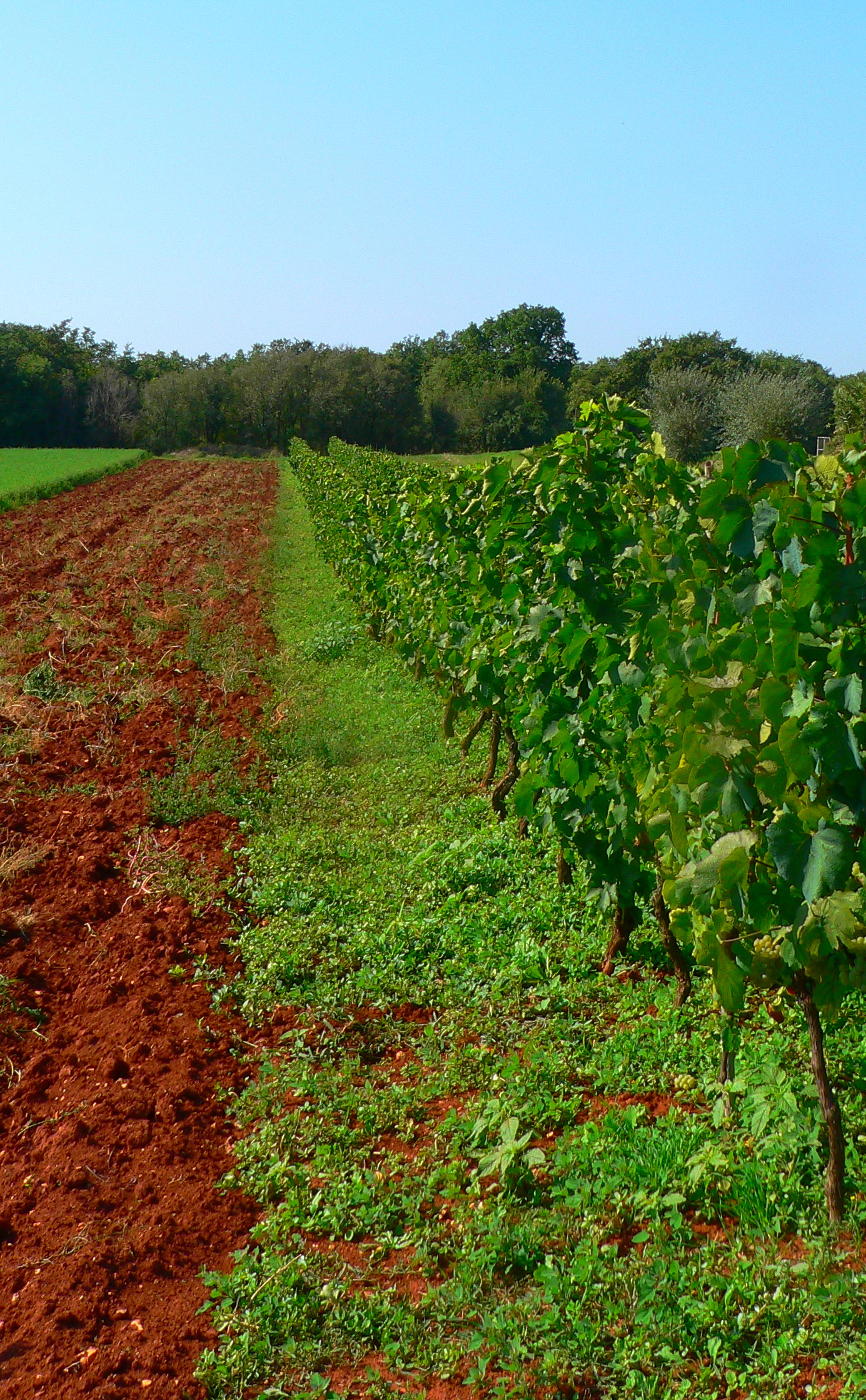
Viță de vie Malvasia care crește pe solul roșu al Istriei

Soiurile de struguri folosite în Croația pot fi foarte confuze pentru străini, nu doar pentru că denumirile croate nu sunt familiare, ci și pentru că multe dintre soiuri s-ar putea să fie folosite doar într-o zonă foarte limitată. Există într-adevăr multe soiuri de struguri „internaționale” străine cultivate în Croația, dar istoria sa lungă de producție de vin i-a lăsat o tradiție bogată de soiuri indigene, în special în zonele mai îndepărtate și în condiții de creștere mai extreme. Unele dintre acestea au avut atât de mult succes încât sunt utilizate pe scară largă în Croația, dar rămân relativ necunoscute în afara țării. Unul dintre soiuri este Plavac Mali, baza mai multor vinuri roșii dalmate foarte apreciate.
Cunoscutul vinificator din Valea Napa Miljenko „Mike” Grgich este originar din Croația și a susținut că Zinfandel este descendent din strugurii Plavac Mali. Testele ADN au demonstrat acum că Plavac Mali este de fapt un copil al adevăratului Zinfandel original, care este un strugure puțin plantat din aceeași zonă numit Crljenak Kaštelanski.
În urma devastării viței de vie de către filoxeră la sfârșitul secolului al XIX-lea, podgoriile croate au fost replantate prin altoirea soiurilor tradiționale pe rădăcină americană. Doar câteva vițe de vie de dinainte de filoxeră supraviețuiesc și astăzi pe câteva insule (Korčula și Susak). În ultimii ani, vinificatorii și investitorii din străinătate sunt interesați de numeroasele soiuri de struguri indigene din Croația. Pe măsură ce lupta împotriva filoxerei continuă, extinderea fondului genetic poate fi o modalitate de a ajuta la prevenirea recidivei.
Tabelele de mai jos oferă o privire de ansamblu asupra soiurilor comune, denumirilor alternative și locul unde sunt cultivate.

### Struguri de vin alb
| Soi                 | Origine / alte denumiri | Utilizare |
| ------------------- | --- | --- |
| Bogdanuša           | origine: Stari Grad Plain on Hvar                                                                                                | Dalmația Centrală și de Sud, în principal Hvar |
| Bratkovina          | origine: Dalmația | Dalmația Centrală și de Sud, în principalKorčula |
| Cetinjka Bijela     | | Dalmația Centrală și de Sud, în principal Korčula, Hvar, Mljet, Peljesac |
| Chardonnay          | | Moslavina, Plešivica, Podunavlje, Pokuplje, Prigorje–Bilogora, Slavonia, Zagorje–Međimurje, Istria, coasta Croată, Dalmația de Nord, interiorul Dalmației (pretutindeni, cu excepția Dalmației Centrale și de Sud) |
| Debit               | origine: Adus în Dalmația din Apulia, Italia, dar poate proveni din Anatolia Cunoscut și ca pagadebit sau puljižanac             | Dalmația de Nord, Dalmația interioară, Dalmația Centrală și de Sud |
| Gegić               | Debeljan | Coasta croată, în special insule precum Pag și Rab |
| Graševina           | origine: probabil din Franța. Welschriesling, Laški rizling, Italian Riesling, Olaszriesling                                     | Cultivat pe scară largă în toată regiunea continentală. Slavonia produce cel mai mare număr de vinuri Graševina de calitate premium.                                                                               |
| Grk                 | origine: Lumbarda din Korčula | Dalmația Centrală și de Sud, în special Korčula, Mljet și Pelješac |
| Kraljevina          | origine: Zeline, Prigorje | Moslavina, Prigorje–Bilogora, Zagorje-Međimurje |
| Kujundžuša          | origine: Imotsko Polje. cunoscut și ca Kojunđuša, Tvrdac, Tvrdorijez, žutac, ruderuša bijela                                     | Dalmatia interioară. Soi de struguri albi de frunte în Imotski. |
| Kurtelaška bijela   | Varietate indigenă dalmată | Dalmația Centrală și de Sud, în special Vis și insulele din apropiere. Nu este răspândit și este folosit doar în amestecuri.                                                                                       |
| Malvazija Istarska  | Teoretic, Malvasia, dar sunt necesare mai multe teste                                                                            | Istria, coasta de nord a Croației |
| Malvasia Dubrovačka | origine: Probabil Grecia italianul Malvasia delle Lipari, Malvasia di Sardegna, grecul di Gerace și spaniolul Malvasia de Sitges | Dalmația Centrală și de Sud, mai ales Konavle |
| Maraština           | origine: Dalmația sau eventual Italia. Krizol, Rukatac, Đurđevina, Kačebelić, Kače-debić, Kukuruz, Mareština, Marinkuša          | Coasta Croației, Dalmația de Nord, Dalmația Centrală și de Sud, în special Korčula și Pelješac, Interiorul Dalmației                                                                                               |
| Manzoni bijeli      | Incrocio manzoni. Hybrid Pinot blanc/German Riesling                                                                             | Moslavina, Plešivica, Podunavlje, Prigorje–Bilogora, Slavonia |
| Moslavac            | origine: posibil Ungaria. cunoscut și ca šipon, mosler, furmint                                                                  | Cultivat în toată regiunea continentală |
| Muškat bijeli       | Muscat Blanc à Petits Grains | Plešivica, Pokuplje, Prigorje–Bilogora, Zagorje–Međimurje, Istria (vinuri de desert) |
| Muškat žuti         | Muscat galben, Muškat momjanski                                                                                                  | Plešivica, Pokuplje, Prigorje–Bilogora, Zagorje–Međimurje, Istria, Croatian Coast (vinuri de desert) |
| Muškat ottonel      | Muscat Ottonel | Plešivica, Podunavlje, Pokuplje, Slavonia, Zagorje-Međimurje, Istria (vinuri de desert) |
| Neuburger           | soi austriac | Plešivica, Pokuplje |
| Parč                | indigen din Hvar | Dalmația Centrală și de Sud, în special Hvar |
| Pinot Bijeli        | Pinot blanc | Regiune continentală, Istria, Coasta croată, Dalmația Interioară |
| Pinot Sivi          | Pinot gris | Regiune continentală, Istria, Coasta croată, Dalmația Interioară |
| Plavec Žuti         | Soi vechi din nord-vestul Croației                                                                                               | Moslavina, Podunavlje, Pokuplje, Prigorje–Bilogora |
| Pošip               | origine: Smokvica on Korčula. | Dalmația de Nord, Dalmația Centrală și de Sud, insulele Dalmației |
| (Rajnski) Rizling   | german Riesling | Cultivat în întreaga regiune continentală, producând multe vinuri premium |
| Rizvanac bijeli     | Müller-Thurgau | Cultivat în toată regiunea continentală |
| Rkatsiteli          | soi georgian | Dalmatia de Nord |
| Ružica Crvena       | maghiarul Dinka | Prigorje, Slavonia |
| Sauvignon (bijeli)  | Sauvignon blanc | Regiunea continentală, Istria, Coasta Croației |
| Silvanac zeleni     | Silvaner | În toată regiunea continentală |
| Šipelj              | Indigenous to northwest Croatia                                                                                                  | Pokuplje |
| Škrlet              | Origin: Moslavina | Moslavina, Prigorje–Bilogora |
| Traminac            | Gewürztraminer, Traminac Mirisni                                                                                                 | Regiunea continentală |
| Trbljan bijeli      | Kuč, Trebbiano romagnolo | Coasta Croației, Dalmația de Nord, Dalmația Centrală și de Sud |
| Trebbiano toscano   | | Istria, Dalmația de Nord, Dalmația Centrală și de Sud |
| Verduzzo            | | Istria |
| Vugava              | origine: Vis. bugava, ugava, viškulja                                                                                            | Dalmația Centrală și de Sud, în special Vis |
| Zelenac             | Zelinika | Plešivica, Slavonia, Zagorje–Međimurje |
| Žilavka             | soi din Herțegovina | Dalmatia de Sud |
| Žlahtina            | origine: Coasta Croației | Istria, Coasta Croației, în special Vis |

### Strugurii de vin roșu
| Soi                  | Origine / alte denumiri                                                 | Utilizare |
| -------------------- | ----------------------------------------------------------------------- | --- |
| Alicante Bouschet    | Hibrid francez de Grenache și Petit Bouschet                            | Moslavina, Podunavlje, Prigorje–Bilogora, Istria                                                                                                 |
| Babić                | origine: din Primošten, Dalmatia                                        | Coasta Croației, Dalmația de Nord, Dalmația Centrală și de Sud                                                                                   |
| Barbera              |                                                                         | Istria |
| Borgonja Crna        | soi de Modra Frankinja                                                  | Istria |
| Cabernet Franc       |                                                                         | Moslavina, Podunavlje, Prigorje–Bilogora, Slavonia, Istria, Dalmația de Nord, Dalmația Centrală și de Sud                                        |
| Cabernet Sauvignon   |                                                                         | Moslavina, Podunavlje, Prigorje–Bilogora, Slavonia, Istria, Coasta Croației, Dalmația de Nord, Interiorul Dalmației, Dalmația Centrală și de Sud |
| Carignan             |                                                                         | Dalmația de Nord |
| Crljenak Kaštelanski | Zinfandel, Primitivo, un părinte al soiului Plavac Mali                 | Hvar, Pelješac, dar rar cultivat |
| Dobričić             | Soi din Šolta, un alt părinte al soiului Plavac Mali                    | Dalmația Centrală și de Sud, în special Šolta |
| Drnekuša             | Darnekuša, Drnekuša Crna                                                | Dalmația Centrală și de Sud, în special Hvar |
| Frankovka            | Blaufränkisch, Kékfrankos, Lemberger, Frankonia                         | Regiunea continentală, Coasta Croației |
| Gamay bojadiser      | Gamay                                                                   | Moslavina, Prigorje–Bilogora, Zagorje–Međimurje                                                                                                  |
| Grenaš crni          | Grenache                                                                | Dalmația de Nord, Interiorul Dalmației |
| Hrvatica             | Croatina, Croattina, croatizza. Este originar din nordul Italiei        | Istria |
| Jarbola              | Din Hrvatica                                                            | Coasta Croației |
| Lasina               | Origine: Dalmația de Nord                                               | Dalmația de Nord |
| Lovrijenac           | St Laurent                                                              | Moslavina, Plešivica, Pokuplje, Prigorje–Bilogora, Zagorje–Međimurje                                                                             |
| Merlot               |                                                                         | Podunavlje, Pokuplje, Prigorje–Bilogora, Slavonia, Istria, Coasta Croației, Dalmația de Nord, Interiorul Dalmației, Dalmația Centrală și de Sud  |
| Muškat ruža crni     | Moscato delle rose nero, Muscat des roses noir, Rosenmuskateller blauer | Istria, Dalmația Centrală și de Sud |
| Nebbiolo             | Italia                                                                  | Coasta Croației |
| Ninčuša              | Indigen din Dalmatia                                                    | Interiorul Dalmației, Dalmația Centrală și de Sud                                                                                                |
| Okatac               | ružica crvena, glavinuša                                                | Interiorul Dalmației, Dalmația Centrală și de Sud                                                                                                |
| Pinot crni           | Burgundac crni, Pinot noir                                              | Regiunea continentală, Istria, Coasta Croației                                                                                                   |
| Plavac Mali          | Origine: Dalmația Centrală și de Sud. Pagadebit                         | Interiorul Dalmației, Dalmația Centrală și de Sud                                                                                                |
| Plavina              | Origine: Dalmatia. Plavka, Plajka, Brajda, Brajdica                     | Istria, Coasta Croației, Dalmația de Nord, Dalmația Centrală și de Sud                                                                           |
| Portugizac           | Blauer Portugieser, Austria                                             | Regiunea continentală |
| Refošk               | Refosco Origine: Italia.                                                | Istria |
| Susac Crni           | Sansigot, sujćan, tvardo grozje, sanseg, Sušćan crni                    | Dalmația de Nord, mai ales Susac, Lošinj, Cres și Kvarner                                                                                        |
| Svrdlovina crna      | Galica                                                                  | Dalmația de Nord |
| Syrah                | Shiraz                                                                  | Slavonia, Istria, Coasta Croației, Dalmația de Nord, Interiorul Dalmației                                                                        |
| Teran                | Terrano                                                                 | Istria |
| Tocai Friulano       |                                                                         | Istria |
| Trnjak               | Rudežuša                                                                | Interiorul Dalmației, Dalmația Centrală și de Sud                                                                                                |
| Vranac               | Vranec                                                                  | Dalmația de Nord |
| Zadarka crna         |                                                                         | Dalmația de Nord |
| Zweigelt             |                                                                         | Regiunea continentală |

## Clasificare

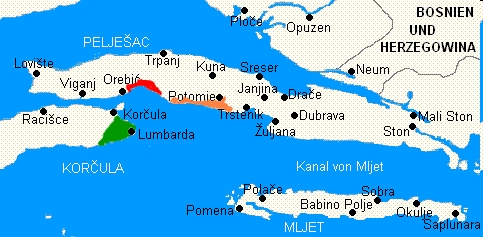
Dealurile Dingač (portocaliu), Postup (roșu) de pe Pelješac, Grk (verde) și Korčula produc unele dintre cele mai bune vinuri din Croația

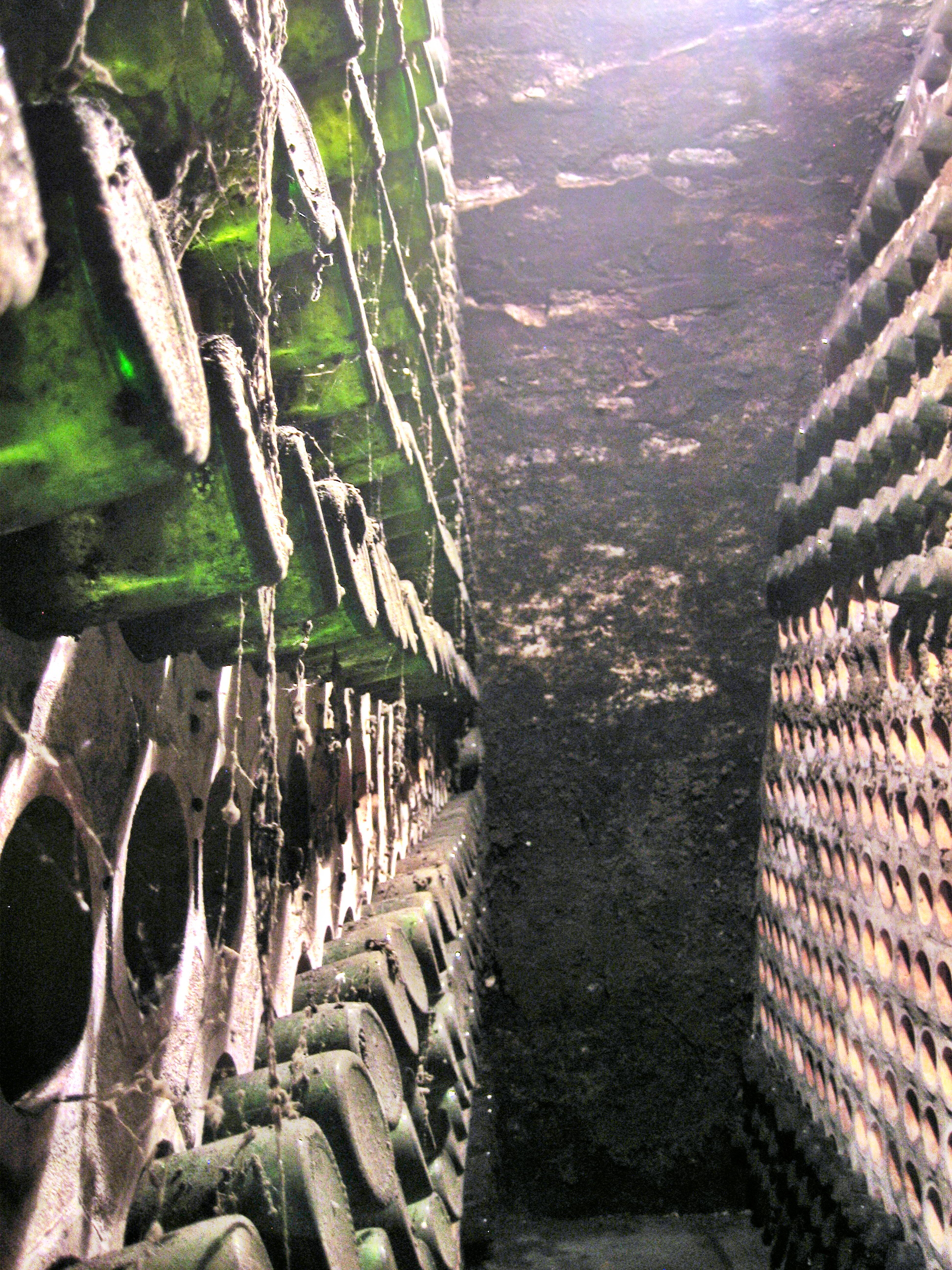
Cramă în Kneževi Vinogradi, Baranja

În 1961, soiul Dingač și apoi, în 1967, Postup au fost înregistrate entru protecțiae de către tatuluiugoslav
Institutul Croat de Viticultură și Enologie a fost înființat în 1996 pentru a supraveghea industria vinicolă a țării și pentru a fi responsabil de reglementarea vitivinicole și a producției de vin. Au fost stabilite standarde similare cu reglementările UE privind vinurile, pentru a asigura calitatea consecventă a produsului final. Vinurile croate sunt clasificate după calitate, care este marcată clar pe etichetă.
- Vrhunsko Vino: Vin de calitate premium
- Kvalitetno Vino: Vin de calitate
- Stolno Vino: Vin de masă

În plus, vinurile se pot califica și după o ștampilă cu origine geografică dacă sunt produse din struguri cultivați în aceeași regiune viticolă. Definiția este mai strictă pentru clasificările de calitate superioară, astfel încât un vin de calitate premium cu ștampilă de origine geografică trebuie să îndeplinească criterii pentru tipul de struguri, poziția în vinogorije (dealul viticol) cu calitatea și caracteristicile distincte ale soiului. Dacă vinul are ștampila soiului de struguri, acesta trebuie să conțină cel puțin 85% din soiul de struguri al cărui nume îl poartă. Vinurile de calitate distinctă au o calitate deosebită, dobândită în anumiți ani, în condiții speciale de maturare, recoltare și prelucrare și trebuie produse numai din soiurile de struguri recomandate pentru dealurile viticole specifice.
Vinurile care se califică pentru o denumire vintage (de epocă), cunoscută sub numele de Arhiv, trebuie păstrate în pivniță mai mult decât perioada optimă de maturare și nu mai puțin de 5 ani după prelucrarea strugurilor în vin, din care cel puțin 3 ani vinul trebuie să stea într-o sticlă.
- Suho: Sec
- Polusuho: Semisec
- Slatko: Dulc
- Bijelo: Alb
- Crno: Roșu (literal negru)
- Rosa: Rosé
- Prošek: Vin de desert dalmat, făcut din struguri uscați, similar cu Vin Santo italian

În ciuda acestor diferite sisteme de clasificare, vinurile croate nu au un sistem DO sau AOC ca în Spania, Italia sau Franța, ceea ce poate face confuză pentru un străin înțelegerea gradului sau originii unui vin.

## Producția de vin
| An   | Cantitate (mii de hl) |
| ---- | --------------------- |
| 2003 | 1.265                 |
| 2004 | 1.204                 |
| 2005 | 1.248                 |
| 2006 | 1.237                 |
| 2007 | 1.365                 |
| 2008 | 1.278                 |
| 2009 | 1.424                 |
| 2010 | 1.433                 |
| 2011 | 1.409                 |
| 2012 | 1.293                 |
| 2013 | 1.249                 |
| 2014 | 842                   |
| 2015 | 992                   |
| 2016 | 760                   |

Din 2018, cei mai mari cinci producători de vin sunt:
1. Iločki podrumi (Ilok)
2. Agrolaguna (Poreč)
3. Kutjevo d.d. (Kutjevo)
4. Belje d.d. (Darda)
5. Erdutski vinogradi (Erdut)

## Mulțumiri
La premiile Decanter World Wine din 2023, un total de 360 de vinuri croate au primit medalii de aur, argint și bronz.
49 de vinuri croate au obținut peste 90 de puncte (din 100) acordate de revista Wine Enthusiast în 2022 și 2023.